# Verein Vorwärts

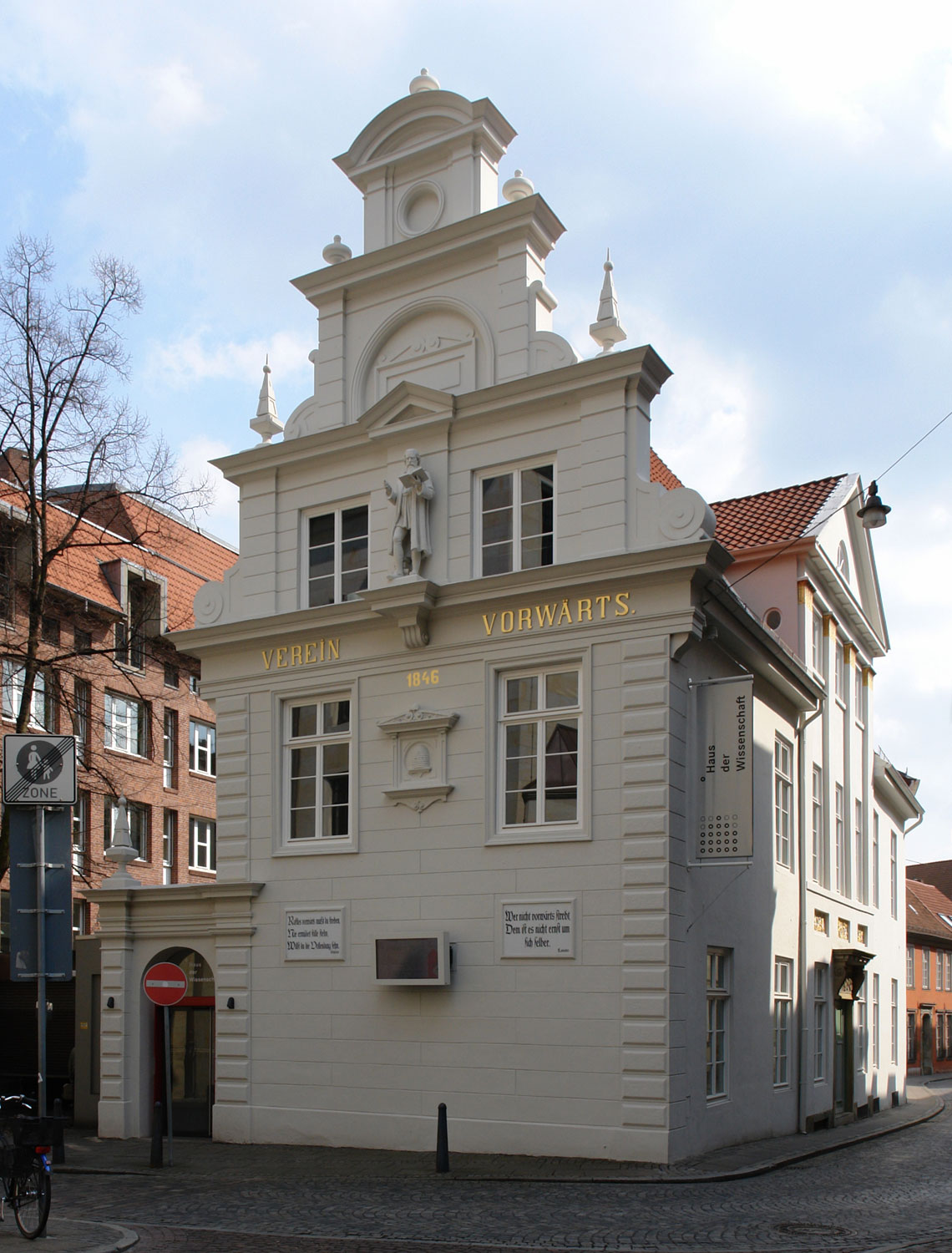
Haus Vorwärts, bis 1973 Sitz des Vereins

Der Verein Vorwärts wurde 1846 als Arbeiterbildungsverein von Zigarrenmachern in Bremen gegründet. Heute ist der Turn- und Sportverein einer der ältesten der Stadt.

## Geschichte
Die Gründung des Vereins Vorwärts fällt in eine Zeit der Unruhe, die aber in Bremen kaum politisch geprägt war. Es ging um das Verlangen nach „ein bißchen mehr Brot, ein bißchen mehr Recht und ein bißchen mehr Menschlichkeit.“ Zur größten Gruppe des sogenannten Industrieproletariats gehörten die Arbeiter in der Zigarrenherstellung. Seit Beginn der Handelsbeziehungen mit Südamerika in den 1820er Jahren nahm die Zigarrenherstellung in Bremen einen raschen Aufschwung. Über 2000 Arbeiter waren 1841 in 185 Zigarrenbetrieben, meist Klein- und Kleinstbetriebe, beschäftigt. Bis 1848 hatte sich die Zahl mehr als verdoppelt.
Bremer Bürgern fielen die Tabakarbeiter unangenehm auf. Das damals vorherrschende Bild beschreibt die Vereinsschrift des Vorwärts:
„Ohne jegliche Erziehung aufgewachsen, schon in der Kindheit durch die Arbeit stark in Anspruch genommen, im allgemeinen nur geringe oder gar keine Schulkenntnisse besitzend, herrschte bei ihnen ein derber und rauher Ton und führte die gut bezahlte Akkordarbeit leicht zu Trunk und Kartenspiel und allerlei unsinnigen Streichen.“
Bei einer Abendgesellschaft des Kaufmanns Johann Caspar Koop diskutierte man über die Probleme mit den Zigarrenarbeitern. Dabei setzte Karl Theodor Andree, Redakteur bei der Bremer Zeitung, dem allgemein negativen Urteil gegenüber dieser Arbeitergruppe seine Überzeugung entgegen, dass durch eine bessere Bildung und gezielte Freizeitangebote ihr Ansehen verbessern werden könnte. Koop und Andree organisierten im Dezember 1846 ein erstes größeres Treffen mit den Zigarrenarbeitern, bei dem 144 Personen ihren Beitritt erklärten und einen Vorstand wählten.
Im Mai 1847 beschloss der Verein, sein Angebot auf eine größere Gruppe auszuweiten, so dass jeder unbescholtene Arbeiter und jeder, der den Zweck des Vereins fördern wollte, Mitglied werden konnte. Ziel war die sittliche und geistige Bildung; politische Absichten lehnte der Verein entschieden ab, was ihm nach der Revolution 1852 zugutekam. Während manche Vereine verboten wurden, kam der Vorwärts unbeschadet davon.

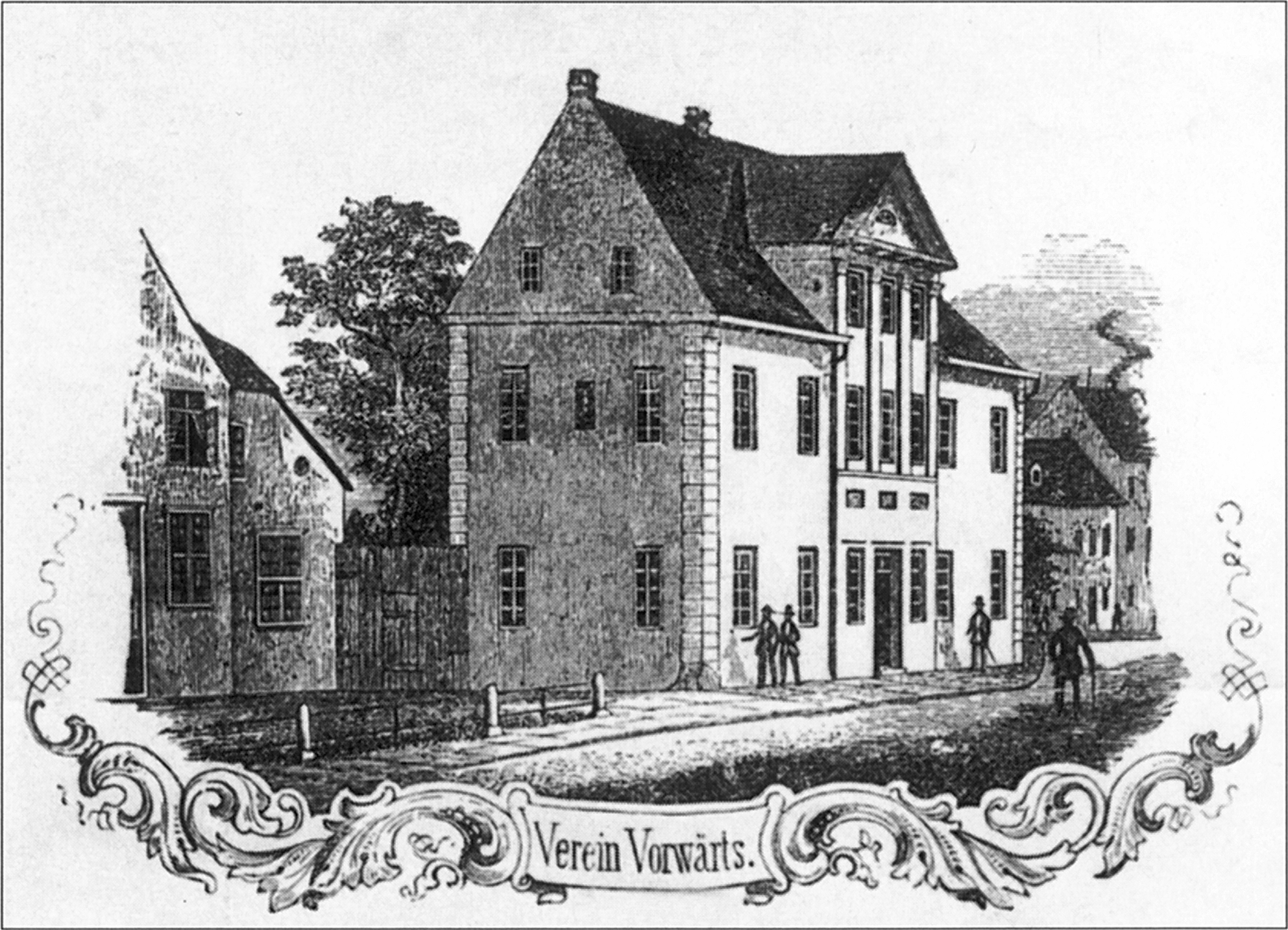
Haus Vorwärts um 1865

Mit einem Problem aber kämpfte der Verein seit seiner Gründung: Die angemieteten Räume waren zu eng oder wurden gekündigt, weil die Wirte mit dem geringen Verzehr der Vereinsmitglieder unzufrieden waren. So bemühte man sich, durch die Herausgabe von Aktien Geld für ein eigenes Heim zu sammeln und konnte 1853 ein Haus in der Sandstraße 5 erwerben, das spätere Haus Vorwärts. Dort entstanden Unterrichtsräume, und für die von Wilhelm Hufeland 1847 gegründete Turnerschaft wurde 1859 eine 165 m2 große Turnhalle mit darüberliegendem Saal und Bibliothekszimmer gebaut, die allerdings bald in der Größe den Ansprüchen nicht mehr genügte. Eine wichtige Einnahmequelle für den Verein waren aber gerade die Turner, neben den Abendunterhaltungen die einzigen Angebote, die kostendeckend waren.
Der Unterricht hingegen, der Leitgedanke bei der Vereinsgründung war, ließ sich von den Beiträgen nicht selbständig finanzieren. So wurde die nicht einmal 30 Jahre alte Turnhalle 1887 abgerissen und durch einen Neubau mit 250 m2 ersetzt. Diese Halle blieb bis zum Umzug des Vereins 1973 in die Violenstraße in Betrieb und war nach dem Zweiten Weltkrieg eine der wenigen Möglichkeiten für größere Versammlungen. Ihr Abriss erfolgte für den Bau des Parkhauses Violenstraße/Am Dom.
Durch Zukäufe im Laufe der Jahrzehnte besaß der Verein 1965 in der Sandstraße das größte zusammenhängende Grundstück in der Bremer Altstadt. 1970 trat er seine Gebäude an die Stadt Bremen ab und erwarb von ihr für den Neubau eines Vereinshauses ein Grundstück in der Violenstraße. Der Auszug erfolgte 1973.
Das historische Haus Vorwärts dient seit 2005 als Haus der Wissenschaft dem gleichnamigen Verein als Schaufenster für die Wissenschaft.
Heute bietet der Verein Vorwärts Bremen von 1846 Fitness-, Turn-, Tanz- und Wandergruppen Sport für alle Altersklassen.